# Alekszej Vasziljevics Petrenko
Alekszej Vasziljevics Petrenko, oroszul: Алексе́й Васи́льевич Петре́нко (Csemer, Ukrán SZSZK, 1938. március 26. – Moszkva, 2017. február 22.) szovjet-orosz színész.

## Filmjei

### Mozifilmek
- Lear király (Король Лир) (1971)
- Húsz nap háború nélkül (Двадцать дней без войны) (1976)
- Péter cár és a szerecsen (Сказ про то, как царь Пётр арапа женил) (1976)
- Kezedben a kulcs (Ключ без права передачи) (1977)
- Háztűznéző (Женитьба) (1978)
- Agónia (Агония) (1981)
- Gracs fivérek (Грачи) (1982)
- Búcsú Matyorától (Прощание) (1983)
- Lev Tolsztoj (Лев Толстой) (1984)
- Kegyetlen románc (Жестокий романс) (1984)
- Szolgalélek (Слуга) (1989)
- Művészet élni Ogyesszában (Искусство жить в Одессе) (1989)
- Baltazár lakomája, avagy egy éjszaka Sztálinnal (Пиры Валтасара, или Ночь со Сталиным) (1989)
- A mi páncélvonatunk (Наш бронепоезд) (1989)
- A 'Politbüró' szövetkezet, avagy hosszú lesz a búcsúzás (Кооператив «Политбюро», или Будет долгим прощание) (1992)
- A szibériai borbély (Сибирский цирюльник) (1998)
- Churchill háborúja (Into the Storm) (2009)

### Tv-filmek
- Gyertyák a sötétben (Свечи в темноте) (1993)
- A félkegyelmű (Идиот) (2003)
- Doktor Zsivágó (Доктор Живаго) (2006)

### Tv-sorozatok
- A börtönsziget foglya (зник замка Иф) (1988)
- A második világháború – Zárt ajtók mögött (World War Two: Behind Closed Doors) (2008–2009, dokumentumfilm-sorozat)